# Elaphoglossum cristatum
Elaphoglossum cristatum là một loài dương xỉ trong họ Dryopteridaceae. Loài này được Ballenth., Dudenh. & M. Kessler mô tả khoa học đầu tiên năm 2009.